# Смородина ощетиненная
Сморо́дина ощети́ненная (лат. Ribes horridum) — кустарник, вид растений рода Смородина (Ribes) семейства Крыжовниковые (Grossulariaceae).
Растёт в Приморском крае и на Сахалине, а также в Северной Корее на покрытых лесом склонах побережья моря.

## Ботаническое описание
Листопадный кустарник высотой до 1 метра. Побеги желтоватые, покрыты густыми колючими шипами, часть побегов стелется по земле.
Листья 5-лопастные, лопасти заострённые, продолговато-овальные, основание листа сердцевидное. Край листа двоякозубчатый с тупыми зубчиками. Обе стороны листовой пластинки покрыты мелкими игольчатыми щетинками.
Цветки белые, собраны в кисти длиной до 4 см. Время цветения — июнь.
Плоды — ягоды чёрного цвета, сочные, кисловатые на вкус, покрыты железистыми щетинками. Созревают в июле.